# Црвена стијена
Црвена стијена је археолошко налазиште из доба палеолита, које се налази недалеко од села Петровићи (општина Никшић), близу границе Црне Горе и Босне и Херцеговине (Републике Српске). Пећина је откривена 1954. године и сматра се налазиштем са најдебљим културним слојем (од мустеријена до бронзаног доба), најбогатијом стратиграфском раслојеношћу на Балканском полуострву и изузетно очуваним остацима материјалне културе, који пружају добар увид у развој палеолитских култура.

## Положај и величина
То је плитка пећина, типа окапина. Налази се на левој обали Требишњице, 700 m изнад нивоа мора. Улаз јој је широк око 24 метра, а дубина до задњег зида износи 15 метара.

## Резултати истраживања у Црвеној стијени
Црвена стијена је била насељена још у палеолиту, као и касније, у доба мезолита, неолита и металног доба. Најстарији камени артефакти су стари око 180.000 година, а налази о постојању прачовека преко 100.000 година. Резултати добијени у истраживањима показали су постојање 31 културног слоја. Разна оруђа (дискови, резачи, шиљци, стругачи итд.) већином су прављена од камена, а мање од кости и рога. Насељавање људи текло је у неколико етапа. Заједнице које су настањивале Црвену стијену, су се бавиле ловом и риболовом, живеле полуномадским животом и кретале су се у хордама. У најдубљим слојевима откривени су остаци пећинског медведа, али не и хоминида.